# Lucien Valin
Pour les articles homonymes, voir Valin.
Lucien Valin, né le 12 septembre 1867 à Rouen où il est mort le 16 juin 1923, est un homme politique et érudit français, maire de Rouen en 1914 et de 1919 à 1922.

## Biographie
Lucien Valin est né à Rouen le 12 septembre 1867. Il est le fils d’Élysée Valin, agréé au Tribunal de commerce, et de Julie Letellier, sans profession. Il fait ses études au lycée Corneille puis à la faculté de droit de Paris. Il exerce la profession d'avoué à la Cour d'appel de Rouen à partir de 1895, et est président des Avoués des cours d'appel de province. Son cabinet se trouvait au no 38 rue de Fontenelle. Il épouse le 11 décembre 1897 Marie Céline Collas à Paris.
En 1893, il est élu président de la société de gymnastique La Rouennaise. En 1897, il est président et fondateur du comité régional de l'Union des sociétés françaises de sports athlétiques et membre du Photo-club rouennais. En 1902, il est président du Stade rouennais et membre des Amis des monuments rouennais. Il est élu conseiller municipal de Rouen en mai 1902.
Érudit passionné par l'histoire de sa ville, il est admis à l'Académie des sciences, belles-lettres et arts de Rouen en 1910.
En 1911, lors des fêtes du millénaire normand où il préside le comité du congrès, il est fait officier de l'ordre de Saint-Olaf.
Il est élu maire de Rouen le 16 juillet 1914. Il est mobilisé pendant la Première Guerre mondiale au 43e régiment d'artillerie en tant que capitaine de réserve commandant une section de munitions d'infanterie. Il est cité à l'ordre de l'armée le 4 août 1918 du fait des opérations périlleuses menées du 18 au 30 juillet 1918 à la tête de sa section.
Il reçoit la croix de guerre 1914-1918 et est nommé chevalier de la Légion d'honneur à titre militaire.
Il exerce la fonction de maire du 4 janvier 1919 au 21 avril 1922, date à laquelle, gravement malade, il doit démissionner. On lui doit entre autres la fondation du musée Le Secq des Tournelles, consacré à la ferronnerie, ainsi que le transfert de la bibliothèque municipale des archives anciennes à l'hôtel de ville.
Il demeurait 21 rue de l'École, à Rouen.
Il meurt à Rouen où il était soigné. Ses obsèques sont célébrées dans l'église Saint-Vincent de Rouen et il est inhumé dans le caveau familial au cimetière monumental de Rouen.

## Mémoire
Une rue de Rouen dans le quartier Saint-Clément - Jardin-des-Plantes porte aujourd'hui le nom de rue Lucien-Valin.

## Distinctions
- Officier de l'ordre de Saint-Olaf (1911)
- Croix de guerre 1914–1918
- Chevalier de la Légion d'honneur (12 juillet 1917)[10]

## Ouvrages
Principaux ouvrages de Lucien Valin :
- Le Duc de Normandie et sa cour (912-1204), Paris, L. Larose et L. Tenin, 1910.
- Recherches sur les origines de la commune de Rouen, Rouen, Léon Gy, 1911.
- L'abjuration de Jeanne d'Arc (24 mai 1431), Rouen, Gallier, 1913
- Ville de Rouen. Conseil municipal. Place du Vieux-Marché. Reconstitution du pilori et du bûcher de Jeanne d'Arc, 1919.
- Gautier de Coutances, archevêque de Rouen, Rouen, Cagniard, 1919
- Le Roule des plès de héritage de la mairie de Jehan Mustel : 1355-1356, publié avec une introduction par L. Valin, Rouen, 1924.